# José de Jesús Godínez
José de Jesús Godínez Navarro (20 gennaio 1997) è un calciatore messicano, attaccante svincolato.